# Morris Fishbein
Morris Fishbein MD (22 juillet 1889 - 27 septembre 1976), est un médecin américain qui est devenu le rédacteur en chef du Journal of the American Medical Association (JAMA)de  1924 à 1950. 
Fishbein est vilipendé dans la communauté chiropratique en raison de son rôle principal dans la création et la diffusion de la campagne visant à supprimer et à mettre fin à la chiropratique en tant que profession.  

## Biographie
Il est né à Saint-Louis dans le Missouri le 22 juillet 1889, le fils d'un colporteur immigré juif qui avait déménagé sa famille à Indianapolis. Il a étudié au Rush Medical College où il a obtenu son diplôme en 1913. Fishbein a exercé pendant dix-huit mois en tant que médecin résident à l’Hôpital Durand pour les maladies infectieuses.  
Il rejoint George H. Simmons (en), rédacteur en chef du Journal de l’American Medical Association (JAMA), en tant qu’assistant et passe à la rédaction en 1924, poste qu’il occupe jusqu’en 1950. Il est en couverture de Time le 21 juin 1937. En 1938, avec l'AMA, il est inculpé pour violation de la loi Sherman Anti-Trust. L'AMA a été reconnue coupable et condamnée à une amende de 2 500 dollars, mais Fishbein a été acquitté.  
En 1961, il est devenu l'éditeur fondateur de Medical World News, un magazine destiné aux médecins. En 1970, il a créé le Morris Fishbein Center pour l’étude de l’histoire des sciences et celle de la médecine à l’université de Chicago. Sa première activité est une série de conférences se déroulant en mai de la même année. Allen G. Debus a été directeur du Centre de 1971 à 1977. Fishbein a également créé une chaire à l'université sur le même sujet, une chaire reprise par Debus en 1978. Le 7e étage du Shoreland Hall de l'Université de Chicago et connu sous le nom de Fishbein House (en), du nom de Fishbein. 
Il est décédé le 27 septembre 1976 à Chicago, Illinois . Il laisse dans le deuil deux filles, Barbara Fishbein Friedell et Marjorie Clavey, et son fils, Justin M. Fishbein. 

## Des charlatans
Il était également remarqué en raison de son affinité pour exposer des charlatans, notamment le chirurgien John R. Brinkley (en), spécialiste de la glande de la chèvre, et pour sa campagne en faveur d'une réglementation des dispositifs médicaux. Son livre Fads and Quackery in Healing traite de l'homéopathie, de l'ostéopathie, de la chiropratique, de la science chrétienne, de la radionique et d'autres pratiques médicales douteuses.  
En 1938, Fishbein écrit un article en deux parties intitulé « Charlatans médicaux modernes » dans la revue Hygeia qui critiquait le charlatanisme de Brinkley. Brinkley a poursuivi Fishbein pour diffamation, mais a perdu l'affaire. Le jury a conclu que Brinkley « devrait être considéré comme un charlatan et un charlatan dans le sens ordinaire et bien compris de ces mots ». Fishbein a répondu que « cette décision représente une grande victoire pour la médecine scientifique honnête, pour les normes d'éducation et de conduite établies par l'American Medical Association ».  
Fishbein a critiqué les activités de Mary Baker Eddy. Il la considérait comme une fraude et un plagiaire.  

## Sélection de publications
- The Medical Follies (1925)
- The New Medical Follies (1927)
- Shattering Health Superstitions (1930)
- Fads and Quackery in Healing (1932)
- Frontiers of Medicine (1933)
- Your Diet and Your Health (1937)
- A History of the American Medical Association 1847 to 1947 (1947)
- Medical Writing: The Technic and the Art (1957)
- Morris Fishbein, M.D.: An Autobiography (1969).
- (en) Morris Fishbein, « Naturopathy and Its Professors », dans Fads and Fallacies in Healing : An Analysis of the Foibles of the Healing Cults, with Essays on Various Other Peculiar Notions in the Health Field, New York, Blue Ribbon Books, 1932 (lire en ligne).